# Jewgeni Walerjewitsch Gladskich
Jewgeni Walerjewitsch Gladskich (russisch Евгений Валерьевич Гладских; * 24. April 1982 in Magnitogorsk, Russische SFSR) ist ein ehemaliger  russischer Eishockeyspieler, der im Laufe seiner Karriere unter anderem für den HK Metallurg Magnitogorsk, HK Awangard Omsk,  Atlant Mytischtschi und Torpedo Nischni Nowgorod in der russischen Superliga respektive Kontinentale Hockey-Liga aktiv war.

## Karriere
Jewgeni Gladskich begann seine Karriere als Eishockeyspieler in seiner Heimatstadt in der Jugend von HK Metallurg Magnitogorsk, für dessen Profimannschaft er in der Saison 1999/2000 sein Debüt in der russischen Superliga gab. Dabei blieb er in zwei Spielen punkt- und straflos. In der folgenden Spielzeit wurde der Angreifer erstmals Russischer Meister mit Metallurg. Daraufhin wurde er im NHL Entry Draft 2001 in der vierten Runde als insgesamt 114. Spieler von den Vancouver Canucks ausgewählt, für die er allerdings nie spielte. Mit Magnitogorsk konnte der Linksschütze in der Saison 2006/07 erneut die Meisterschaft gewinnen. Zudem wurde er 2004 mit seiner Mannschaft Vizemeister und 2005 Spengler-Cup-Sieger. Auf europäischer Ebene gelang ihm 2008 mit Metallurg der Gewinn des IIHF European Champions Cup.
Im Sommer 2008 wechselte Gladskich zum HK Awangard Omsk in die neu gegründete Kontinentale Hockey-Liga, den er im Laufe der Saison 2008/09 wieder verließ, um für Atlant Mytischtschi zu spielen. In der folgenden Spielzeit lief er für den HK Metallurg Magnitogorsk auf. Zur Saison 2010/11 wechselte er zu Torpedo Nischni Nowgorod, wo er sich allerdings nicht durchsetzen konnte. Neben sieben Einsätzen in der KHL für Torpedo lief er in insgesamt acht Spielen für den HK Sarow und Rubin Tjumen in der Wysschaja Hockey-Liga auf. Nach fast einjähriger Vereinslosigkeit wurde er im Oktober 2011 vom ukrainischen WHL-Neuling HK Donbass Donezk verpflichtet.

## Erfolge und Auszeichnungen
| - 2001 Russischer Meister mit dem HK Metallurg Magnitogorsk - 2004 Russischer Vizemeister mit dem HK Metallurg Magnitogorsk - 2005 Spengler-Cup-Gewinn mit dem HK Metallurg Magnitogorsk | - 2007 Russischer Meister mit dem HK Metallurg Magnitogorsk - 2008 IIHF-European-Champions-Cup-Gewinn mit dem HK Metallurg Magnitogorsk |

## KHL-Statistik
(Stand: Ende der Saison 2010/11)